# مدرسة نسائية

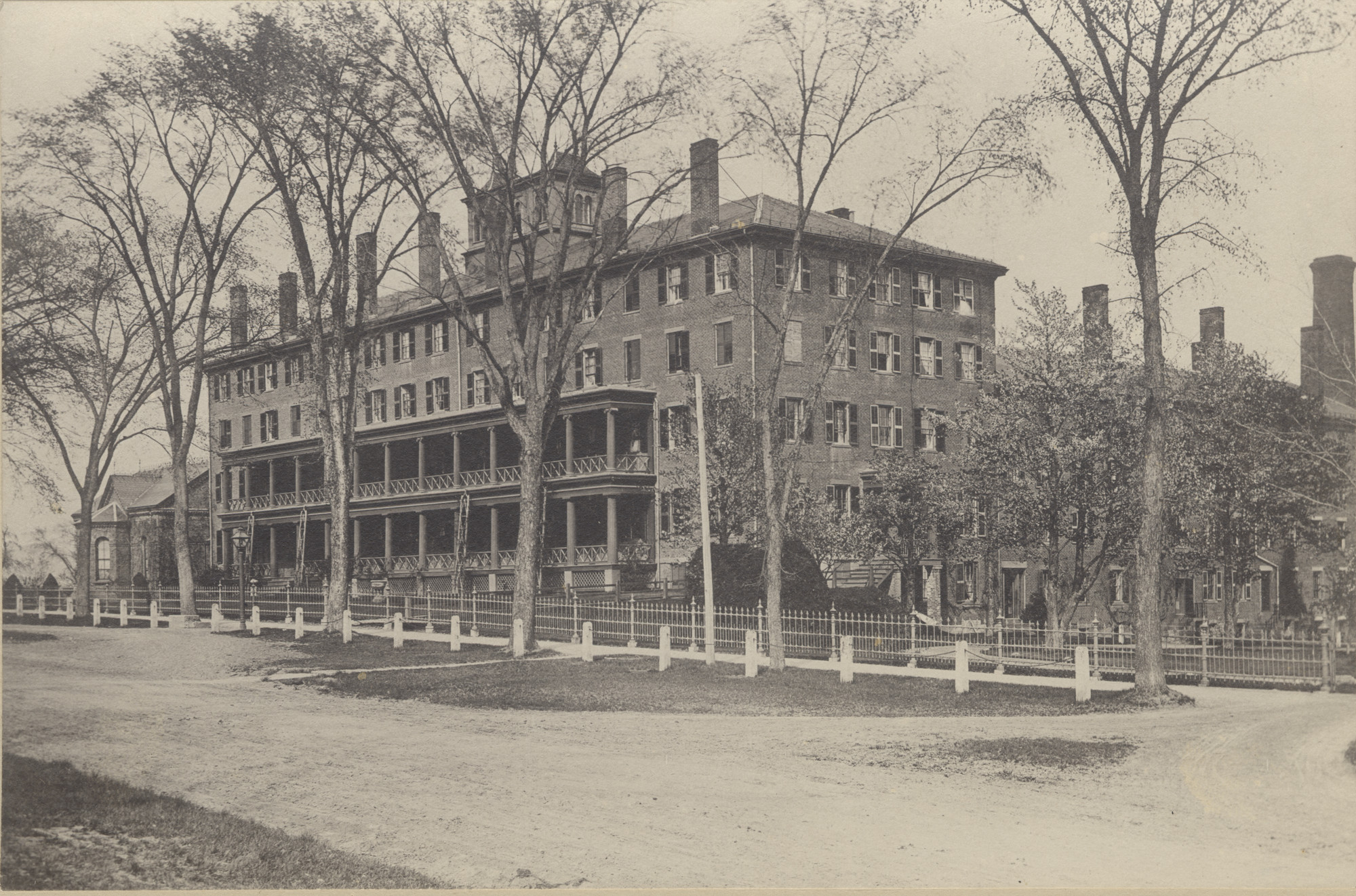
ماونت هوليوك مدرسة نسائية.

المدرسة النسائية هي مؤسسة تعليمية خاصة للمرأة اشتهرت في الولايات المتحدة خاصة في القرن التاسع عشر وأوائل القرن العشرين حيث كانت فرص النساء في التعليم نادرة. وشكلت هذه الحركة فصلاً هامًا في التحول الملحوظ في نظام التعليم الأمريكي في الفترة 1820-1850. كانت هذه المدارس الداعمة للتعليم الأكاديمي للنساء جزءًا من توجه ضخم ومتنامٍ نحو تحقيق المساواة للنساء، ويُرجع البعض أصولها إلى عام 1815 كما يضعونها ضمن فيض حركات التحرر المختلفة. هذا ويذكر أن بعض هذه المدارس تطورت تدريجيًا لتصبح كليات تبلغ مدة الدراسة بها أربع سنوات.

## معلومات تاريخية
تأسست مدرسة بيت لحم النسائية عام 1742 في جيرمانتاون بولاية بنسلفانيا، وبدأت كمدرسة نسائية ثم انتهت لتصبح مدرسة وكلية مورافيان للنساء، ثم اندمجت في وقت لاحق مع المدارس القريبة لتشكل كلية مورافيان المختلطة. كما أنشئت مدرسة منزل الأخت الوحيدة للبنات (Girls' School of the Single Sister's House) في عام 1772 في المنطقة التي تعرف حاليًا باسم وينستون-سالم بولاية كارولاينا الشمالية. وكانت في بدء الأمر مدرسة ابتدائية ثم تحولت بعد ذلك إلى أكاديمية (مدرسة ثانوية) ثم أصبحت كلية في نهاية المطاف. وتعد أقدم المؤسسات التعليمية للنساء التي لا تزال كلية للبنات (كلية سالم) وأقدم مؤسسة للبنات في جنوبي الولايات المتحدة.
مثلت المدارس النسائية ظاهرة ثقافية في أنحاء الولايات المتحدة في منتصف القرن التاسع عشر، وتبعت المدارس الداخلية الذي كانت تقدم جوًا يتسم بقدر أكبر من الطابع المنزلي، فجاءت المدارس النسائية على خلاف ذلك حيث كانت في الغالب مؤسسات ضخمة يديرها معلمون أكثر حرفية، أي أنها كانت معادلة لكليات الرجال. وقد طالب بهذه المساواة في التعليم بين الرجل والمرأة معلمون نبلاء ونشطاء في مجال حقوق المرأة مثل إيما ويلارد وكاثرين بيتشر. أسست ويلارد مدرسة تروي النسائية في 1821 التي تم الاحتفال بها كأول معهد للتعليم العالي للمرأة في الولايات المتحدة. كما أنشأت بيتشر (أخت هارييت بيتشر ستو) مدرسة هارتفورد للبنات عام 1823، ثم روجت لتعليم المرأة وتثقيفها في الغرب الأمريكي في الثلاثينيات من القرن التاسع عشر، ثم أطلقت الجمعية الأمريكية لتعليم النساء. وكان الشك في تعليم المرأة يساور الكثيرين:
في أوائل القرن التاسع عشر، بدأت كلمة مدرسة تحل محل كلمة أكاديمية، حيث تحمل الكلمة الجديدة قدرًا من الجدية. فقد كانت المهمة الأساسية للمدرسة تتمثل في الإعداد المهني الاحترافي؛ حيث تعد مدارس الذكور الرجال ليكونوا قساوسة أما المدارس النسائية فأخذت على عاتقها مهمة تدريب النساء للقيام بالتدريس والأمومة حسب الفكر الكلاسيكي.
من بين 6085 مدرسة وأكاديمية عملت في الولايات المتحدة قرب عام 1850، تم تخصيص النصف بالكامل للمرأة، وقد أنشأ الكثير منها المسيحيون الإنجيليون. ولقد ساعدت حركة المدارس النسائية في التشجيع على تحقيق نمو هائل في معرفة القراءة والكتابة بين النساء، حيث ارتفع المعدل من نصف معدل التعليم بين الرجال إلى معدل مساوٍ.
تحولت بعض المدارس إلى مؤسسات للتعليم المختلط، فعلى سبيل المثال، قبلت أكاديمية جرين ريفر النسائية في مقاطعة تود بولاية كنتاكي بدخول الرجال ثم غيّرت اسمها، وأصبحت تعرف الآن باسم جامعة كمبرلاندز.

## التطورات الإقليمية
في مدن نيو إنجلاند، شكلت المدارس النسائية قوة أساسية ومؤثرة في "تدريب النساء في نيو إنجلاند في الفترة بين 1815 و1840؛ حيث كانت تنتشر في أنحاء الإقليم. وكانت هذه المدارس توفر تدريبًا متقدمًا لبنات المزارعين والمهنيين. وبالرغم من أن القيم الوجدانية كانت الأساس، إلا أن التقوى والورع والحس الديني كانت ميزات رئيسية، كما لعبت هذه المدارس دورًا في بث ونشر الصور النمطية للجنس وأدوار الجنسين، وكان تحقيق الانضباط هدفًا أساسيًا لها وليس تحرر الطالبات أو "توسعة الآفاق المحدودة لهن". كذلك تمكنت المدارس من غرس العادات الحميدة والذوق والنظام والولع بالحياة العائلية، وربما لم تشكل "الكثير من المعلمات وبعض المبشرات والكثير من زوجات القساوسة وعدد هائل من المواطنات النافعات" قوة دافعة نحو تحرير المرأة، إلا أنه يتم احتسابهن ضمن خريجات هذه المدارس. هذا وقد انبثقت عن مدارس نيو إنجلاند العديد من المدارس التي انتشرت بما في ذلك ليك ايري وكلية ميلز، كما كانت الكليات المشابهة في الجنوب من بين أكثر الكليات تقدمًا في البلاد حيث كانت تقدم برامج دراسية لمدة أربع سنوات وذلك قبل الحرب الأهلية الأمريكية. وقد شهد الجنوب "تجربة اجتماعية غير مسبوقة في تعليم المرأة"، حيث تعلمت الفتيات في المدارس النسائية في الجنوب وكان "التعليم في مدرسة شهيرة وراقية يمنح ميزة اجتماعية وإشباعًا فكريًا وفنيًا." لذا سادت توجهات في الولايات المتحدة منها التوسع في إقامة منشآت تتسم بشكل أكثر مؤسسية مع زيادة عدد الفصول الأكاديمية، فأصبحت أشكال المباني الكلاسيكية نموذجًا على العكس تمامًا من الأشكال السابقة لتعليم المرأة. وبحلول منتصف القرن، "انتشرت المدارس والأكاديميات النسائية في كل مكان، واتسمت ببيئة أكثر مؤسسية، وأخذت تحل محل المدارس الداخلية التي تتسم بالطابع المنزلي"، والتي تجد فيها كنائس صغيرة مزودة بمسكن إلى جانب الفصول الدراسية وقاعات الطعام وأماكن النوم.